# Mieczysław Mieloch
Mieczysław Mieloch (ur. 5 sierpnia 1921, zm. 7 listopada 1980) – polski działacz sportowy, organizator i popularyzator ruchu rekreacyjnego (zwłaszcza kręglarstwa), członek prezydium Zarządu Wojewódzkiego TKKF w Poznaniu i skarbnik tej organizacji, prezes ogniska TKKF Budowlani w Poznaniu.

## Życiorys
Był jednym z najważniejszych popularyzatorów kręglarstwa w Poznaniu i organizatorem zawodów w tej dyscyplinie sportu. Został odznaczony Srebrnym Krzyżem Zasługi, odznaką Zasłużony dla Miasta Poznania, odznaką Zasłużony Działacz Kultury Fizycznej i Honorową Złotą Odznaką TKKF. Corocznie rozgrywany jest w Poznaniu turniej kręglarski jego imienia.